# Пълзяща средна стойност
Пълзяща средна стойност е статистическа функция, която включва изчислението на поредица от средни стойности на различни подмножества от стойности от дадено множество. Използва се най-често при времеви редове за анализ на тенденцията на изменение.  В литературата на български език се среща и еквивалентното понятие „плъзгаща средна стойност“.